# Tycho van Meer
Tycho van Meer (ur. 30 września 1974) – holenderski hokeista na trawie. Złoty medalista olimpijski z Atlanty.
Zawody w 1996 były jego jedynymi igrzyskami olimpijskimi, Holendrzy triumfowali. W turnieju rozegrał trzy spotkania. W reprezentacji Holandii grał w latach 1994-2000, występując łącznie w 90 spotkaniach i strzelając 17 bramek. Był mistrzem świata w 1998.